# Puccinellia acroxantha
Puccinellia acroxantha är en gräsart som beskrevs av Christo Albertyn Smith och Charles Edward Hubbard. Puccinellia acroxantha ingår i släktet saltgrässläktet, och familjen gräs. Inga underarter finns listade i Catalogue of Life.